# Callander, Ontario
Callander är en kommun och ort i Kanada.   Den ligger i distriktet Nipissing District och provinsen Ontario, i den sydöstra delen av landet, 300 km väster om huvudstaden Ottawa. Callander ligger 192 meter över havet och antalet invånare är 3 864.